# Sundancer

Орбитальный модуль Sundancer

Sundancer — 3-й прототип орбитального жилого модуля, разрабатываемый компанией Bigelow Aerospace.
Наряду с Genesis I и Genesis II также будет надувным.
Sundancer, как и модуль BA 330, рассматривается как часть коммерческой космической станции Бигелоу.
Запуск планировался на 2014 год.

## Характеристики
- Экипаж: 3 человека
- Масса: 8 618,4 кг
- Длина: 8,7 м
- Диаметр: 6,3 м
- Объём: 180 м3
- Орбитальное наклонение: 40°
- Высота орбиты: 463 км

## Текущее состояние проекта
В 2010 году началась проверка систем жизнеобеспечения для космического отеля. Она должна показать, насколько системы капсулы готовы поддерживать жизнь внутри «номеров» отеля в течение длительного времени. Во время тестирования должна была проверяться работа систем контроля влажности и температуры, вентиляция, система удаления углекислого газа и прочих.